# Carthage (xã)
Carthago (tiếng Ả Rập: قرطاج, đã Latinh hoá: Qarṭāj) là một xã thuộc tỉnh Tunis, Tunisia. Nó được đặt tên theo địa danh khảo cổ Carthago thuộc xã này.